# Canton de Lyon-IX
Le canton de Lyon-IX est une ancienne division administrative française, située dans le département du Rhône en région Rhône-Alpes.

## Composition
Le canton de Lyon-IX correspondait à la partie septentrionale du 7e arrondissement de Lyon, limitée au sud par le chemin de fer jusqu'à l'ancienne gare de la Guillotière, puis les rues Garibaldi, Camille Roy, du Repos, Garibaldi de nouveau, la grande rue de la Guillotière et la rue Claude Veyron. Il comprenait toute la partie sud de la Guillotière (secteurs Pasteur, Sébastien Gryphe, Saint-Louis, Madeleine, Jean Macé, Facultés), à l'exception de la caserne Sergent Blandan et les rues limitrophes.

## Histoire
Créé par une loi du 10 avril 1914, le canton de Lyon 10 est renommé Lyon-IX par le décret du 28 février 2000.
Il disparaît le 1er janvier 2015 avec la création de la métropole de Lyon.

## Représentation

### Conseillers généraux du canton de Lyon-X (1914 à 2001)
| Période                                  | Période | Identité                 | Étiquette                          | Qualité |
| ---------------------------------------- | ------- | ------------------------ | ---------------------------------- | --- |
| Les données manquantes sont à compléter. |         |                          |                                    | |
| 1914                                     | 1919    | Octave Biron (1876-1951) | SFIO                               | Adjoint au maire de Lyon                                                                                     |
| 1919                                     | 1928    | Victor Darme             | SFIO                               | Militant syndicaliste Conseiller municipal de Lyon                                                           |
| 1928                                     | 1931    | Julien Barbero           | Rad.                               | Pharmacien Conseiller municipal de Lyon                                                                      |
| 1931                                     | 1937    | Louis Sutty              | Rad.                               | Conseiller municipal de Lyon                                                                                 |
| 1937                                     | 1940    | Jean Bonnat              | SFIO                               | Ouvrier coupeur dans l'habillement                                                                           |
|                                          |         |                          |                                    | |
| 1942                                     | 1945    | Henri Drevet (1897-1962) |                                    | Directeur de société industrielle Adjoint délégué de la ville de Lyon Nommé conseiller départemental en 1942 |
|                                          |         |                          |                                    | |
| 1945                                     | 1951    | Louis Gentaz (1885-1968) | Rad.ind.                           | Négociant à Lyon                                                                                             |
| 1951                                     | 1982    | Roger Fulchiron          | RPF puis CNIP puis CD puis UDF-CDS | Avocat Adjoint au maire de Lyon Député (1957-1962)                                                           |
| 1982                                     | 2001    | Roland Fulchiron         | UDF-CDS                            | Maire du 7ème arrondissement de Lyon                                                                         |

### Conseillers d'arrondissement de Lyon-X de 1914 à 1940
| Période                                  | Période          | Identité         | Étiquette | Qualité |
| ---------------------------------------- | ---------------- | ---------------- | --------- | --- |
| 1914                                     | 1919             | M. Ferrier       | SFIO      | Conseiller municipal du 7ème arrondissement                                                                 |
| 1919                                     | 1922             | M. Berthaud      | SFIO      | |
| 1922                                     | 1928             | M. Barlet        | SFIO      | Ouvrier à la Manufacture des Tabacs de Lyon                                                                 |
| 1928                                     | 1931 (démission) | François Peillod | SFIO      | Infirmier, adjoint au maire du 7ème arrondissement                                                          |
| 1931                                     | 1940             | M. Courtois      | Radical   | Conseiller municipal de Lyon                                                                                |
| 1940                                     |                  |                  |           | Les conseils d'arrondissement ont été suspendus par la loi du 12 octobre 1940 et n'ont jamais été réactivés |
| Les données manquantes sont à compléter. |                  |                  |           | |

### Conseillers généraux du canton de Lyon-IX (2001-2015)
| Période                                  | Période | Identité           | Étiquette | Qualité                                             |
| ---------------------------------------- | ------- | ------------------ | --------- | --------------------------------------------------- |
| Les données manquantes sont à compléter. |         |                    |           |                                                     |
| 2001                                     | 2008    | Mireille de Coster | PS        | Retraitée Conseillère municipale de Lyon            |
| 2008                                     | 2014    | Sandrine Runel     | PS        | Chargée de mission Conseillère du 7e arrondissement |

## Évolution démographique
| 2006   | 2011   | 2012   |
| ------ | ------ | ------ |
| 39 317 | 38 605 | 38 642 |